# Campeonato Brasileiro de Futebol
Campeonato Brasileiro de Futebol (eller Série A eller Brasileirão) er den øverste division i brasiliensk fodbold.
| Fodbold | Spire Denne artikel om en fodboldturnering er en spire som bør udbygges. Du er velkommen til at hjælpe Wikipedia ved at udvide den. |